# NGC 2052
NGC 2052 est une nébuleuse en émission située dans la constellation de la Dorade. Cette nébuleuse est dans le Grand Nuage de Magellan. Elle a été découverte par l'astronome britannique John Herschel en 1834 ou en 1835.